# Tlalocan
Tlalocan è il quarto livello dei "mondi superiori", o 'paradisi', diviso in quattro parti secondo la cosmografia mitica dei popoli di lingua nahuatl che abitavano il Messico centrale precolombiano. 

## Descrizione
Viene descritto soprattutto nei racconti di epoca coloniale che trattano la mitologia azteca. Secondo gli Aztechi esistevano tredici livelli di Mondi Superiori, e nove di quelli Inferiori; nella loro concezione dell'oltretomba, il modo in cui una persona moriva determinava in quale di questi livelli sarebbe finito. Essendo il luogo di Tlaloc, nono signore della notte, Tlalocan era anche il nono livello dei Mondi Inferiori, che nell'interpretazione di Eduard Seler era il più alto dei mondi inferiori dell'est.
Il nome Tlalocan deriva dal Nahuatl, e significa "luogo di Tlaloc", ed è quindi associato con la principale divinità mesoamericana della pioggia e del fulmine.
Tlalocan viene descritto in numerosi codici aztechi come un paradiso, governato da Tlaloc e dalla sua consorte Chalchiuhtlicue. Nel Codice Fiorentino, un insieme di volumi del XVI secolo che formano una delle principali fonti di informazioni sul culto e la storia del Messico centrale post-classico, Tlalocan viene raffigurata come un reame di infinita primavera, con abbondanza di foglie verdi e piante commestibili della regione.
I livelli dei paradisi erano riservati a coloro che erano morti di morte violenta, e Tlalocan era riservato per coloro che erano affogati o uccisi per motivi legati all'acqua, come inondazioni, tempeste o folgorati dai fulmini. Era anche la destinazione oltre la morte per coloro che erano considerati dipendenti da Tlaloc, soprattutto le persone fisicamente deformate.
Nelle zone del Messico contemporaneo, come in Sierra Norte de Puebla, alcune comunità continuano a considerare il Tlalocán una destinazione sciamanica nelle loro pratiche religiose. Come descritto da Knab, l'entrata sciamanica in Tlalocan, sempre raggiunta in sogno e spesso nel tentativo di curare un paziente, avviene nei corsi d'acqua sotterranei, solitamente mulinelli ("l'acqua girava e mi portava giù nelle tenebre girando e girando"). Dopo il risveglio, lo sciamano raccontava il proprio viaggio a Tlalocan; a questo veniva aggiunta (solo parlando con gli apprendisti o con altri sciamani) la descrizione dell'itinerario sotto forma di numero di fiumi incontrati, strade e colline.
Si trova anche una descrizione delle sezioni del Tlalocan, sistemate lungo le direzioni cardinali:
- A nord "si trovano l ehecatagat, signore dei venti, ed il miquitagat, signore della morte. Sono coloro che si preoccupano delle anime nel primo anno successivo alla morte. Entrambi vivono in grandi grotte.  ... vi sono due grotte, una sopra all'altra, e... i morti vivono nel reame più basso. I morti entrano nel mondo sotterraneo dal cimitero, dove il signore dei morti ed i suoi servitori raccolgono le anime. Il ruolo del signore dei venti è quello di cercare più anime sulla superficie della terra con cui popolare la regione dei morti".
- "Dalla grotta dei venti nella regione settentrionale di t[l]alocan esce la mal aires o vento malevolo, i temuti ahmo cualli ehecat[l], la sombra de muerte o ombra della morte, il miquicihual ed il miquiehecat[l], i nortes, 'i venti della morte'".[9] "La grotta dei venti... è dove abita il signore dei venti con i suoi vari assistenti che controllano le pentole" [Secondo numerose storie, gli assistenti sono rospi che tengono le pentole". (p. 163, n. 4:9)] dove si trovano gli ingredienti per le tempeste, i venti, la pioggia, i tuoni ed i fulmini. Altri assistenti del signore dei venti sono i quautiomeh, i tuoni o popocameh, e quelli che fumano, che creano il miquipopoca o fumo della morte che esce in superficie sulla terra, in t[l]alticpac, assieme ai venti della morte".[10]
- A sud "si trova una sorgente di acqua bollente avvolta in nubi e nebbia. Questo posto si trova nelle profondità di una grotta illuminata dai fuochi del popocameh. In fondo a questa sorgente, ... vive... un verme gigante, il cuiluhuexi. Il cuiluhuexi mangia la terra e modella le caverne...  Il suo fiero alito e la saliva bollente mangiano la terra mentre si muove sotto la sua superficie".[11]
- Ad est "si trova il luogo noto come apan, le acque... . Apan è un grande lago o mare del sottosuolo che raccoglie tutte le acque della superficie. Nei suoi abissi vivono atagat e acihuat[l], signore e signora delle acque. Acihuat[l] viene spesso identificata con llorona o donna piangente ("nel Telleriano-Remensis e nel Tonalamatl Aubin, i suoi occhi sono pieni di lacrime"[12]) del folclore, che... "si trova sempre vicino alle fonti d'acqua". ... Negli abissi di apan si trovano città..., e... anime (una volta oltrepassato il nord alla fine del primo anno da morti)".[13]
- Ad ovest" si trova una grotta abitata solo da donne pericolose quali miquicihuauh, 'donna della morte' e ehecacihuauh, 'donna del vento'. Le donne di questa parte di Mondi Inferiori... vanno in cerca delle anime degli uomini, soprattutto di quelli lascivi che si accoppiano con varie donne. Prendono anche le anime delle donne che aspettano nei giardini o nei campi dei loro amanti illegali".[14]